# Didier Munyaneza
Pour les articles homonymes, voir Munyaneza.
Didier Munyaneza, né le 1er janvier 1998, est un coureur cycliste rwandais. 

## Biographie
Didier Munyaneza abandonne l'école à l'âge de quatorze ans, après le décès de son frère aîné. Pour subvenir aux besoins de sa famille, il devient transporteur de personnes à bicyclette. Il participe ensuite à ses premières compétitions vers 2016, avec le Club Bénédiction. Auteur d'une progression fulgurante, il gagne le surnom de Mbappé, en référence aux prouesses du footballeur français. Lors du Tour du Rwanda 2017, il se révèle en terminant troisième d'une étape et huitième du classement général. 
En 2018, il se distingue en devenant le plus jeune champion du Rwanda de l'histoire, à vingt ans.  Il termine par ailleurs troisième du championnat d'Afrique sur route espoirs, ou encore neuvième de la première édition du Tour de l'Espoir (UCI Coupe des Nations U23). Sélectionné pour les Jeux du Commonwealth, il se classe 23e de la course en ligne. Il fait également partie des six coureurs rwandais sélectionnés pour disputer le Tour de l'Avenir. Malade, il est cependant contraint à l'abandon lors de la troisième étape.
Lors de la saison 2019, il s'impose sur le Tour du Sénégal, sa première victoire internationale. Après ce succès, il est félicité par Vincent Biruta, le ministre rwandais des Affaires étrangères. Il finit aussi huitième et meilleur jeune de la Tropicale Amissa Bongo.

## Palmarès et résultats

### Par année
- 2016
  - 3e du championnat du Rwanda sur route juniors
- 2017
  - 2e du championnat du Rwanda du contre-la-montre espoirs
- 2018
  -  Champion du Rwanda sur route
  - Mémorial Lambert Byemayire
  -  Médaillé de bronze du championnat d'Afrique sur route espoirs
- 2019
  - Kivu Race
  - Tour du Sénégal
  - Farmers’ Race
  - Kigali Circuit
  -  Médaillé de bronze du contre-la-montre par équipes aux Jeux africains
- 2022
  -  Champion du Rwanda du contre-la-montre
  - 3e du championnat du Rwanda sur route
- 2023
  - Kirehe Race :
    - Classement général
    - 1re étape
- 2024
  - 3e étape du Grand Prix du Développement Durable
  - 3e étape du Grand Prix du 22 Mé

### Classements mondiaux
| Année                                 | 2018 | 2019 | 2020 | 2021 | 2022 | 2023 | 2024  |
| ------------------------------------- | ---- | ---- | ---- | ---- | ---- | ---- | ----- |
| Classement mondial                    | 461e | 666e | 703e | nc   | 950e | nc   | 1671e |
| UCI Africa Tour                       | 8e   | 35e  | 22e  | nc   | 42e  | nc   | nc    |
|                                       |      |      |      |      |      |      |       |
| Légende : nc = non classéSource : UCI |      |      |      |      |      |      |       |